# Кубок Кыргызстана по пляжному футболу
Кубок Кыргызстана по пляжному футболу — соревнование по пляжному футболу, проводимое среди клубов Кыргызстана с 2018 года. Действующим победителем является команда «Тосор».

## История
Впервые Кубок Кыргызстана был проведён в сентябре 2018 года в селе Боз-Бешик Джети-Огузского района Иссык-Кульской области среди 7 участников. Победу в турнире праздновала сборная Джети-Огуза, переигравшая в финале сборную Бишкека (7:2). Во втором розыгрыше количество участников увеличилось до 8, а победу вновь одержали представители Джети-Огуза. В 2020 году турнир состоялся в селе Тосор Иссык-Кульской области. Спонсором проведения выступил коммерческий банк «Кыргызстан», а трансляция матчей велась на YouTube. Победу в третьем розыгрыше Кубка Кыргызстана вновь одержал Джети-Огуз, обыгравший в финале КГАФКиС (5:3). В следующем 2021 году году впервые победу одержал столичный КГАФКиС одолевший в финальной игре Джети-Огуз (4:3). В 2022 году новым победителем стала команда «Тенир-Тоо» из Нарына, в 2023 году — «Тюп», а в 2024 году — «Тосор».
Кубок Кыргызстана служит этапом для отбора кандидатов в сборную Кыргызстана по пляжному футболу.

## Участники
В 2023 году в турнире приняло участие 8 команд:
- «Казыбек»
- «Баткен»
- «Тюп»
- «Боз-Бешик»
- «Джети-Огуз»
- «Чуй»
- «Каракол»
- «Тосор»

## Результаты
| №   | Год  | 1 место    | 2 место    | 3 место         |
| --- | ---- | ---------- | ---------- | --------------- |
| I   | 2018 | Джети-Огуз | Бишкек     | Чуйская область |
| II  | 2019 | Джети-Огуз | Иссык-Куль | Тенир-Тоо       |
| III | 2020 | Джети-Огуз | КГАФКиС    | Тенир-Тоо       |
| IV  | 2021 | КГАФКиС    | Джети-Огуз | Тенир-Тоо       |
| V   | 2022 | Тенир-Тоо  | Джети-Огуз | Тюп             |
| VI  | 2023 | Тюп        | Баткен     | Чуй             |
| VII | 2024 | Тосор      | Жети-Огуз  | Тюп             |

## Победители в индивидуальных номинациях
| Год  | Лучший вратарь                   | Лучший бомбардир                | Лучший игрок                      | Лучший тренер                    | Приз зрительских симпатий  | Лучший судья     |
| ---- | -------------------------------- | ------------------------------- | --------------------------------- | -------------------------------- | -------------------------- | ---------------- |
| 2019 |                                  |                                 | Калык уулу Аскарбек (Иссык-Куль)  |                                  |                            |                  |
| 2020 | Жоодарбек уулу Айдос (КГАФКиС)   | Турсунов Арстанбек (Джети-Огуз) | Мирлан уулу Нурбакыт (Джети-Огуз) | Сонобаев Азат (Тенир-Тоо)        |                            | Алымкулов Элдияр |
| 2021 | Акматалиев Бекболот (КГАФКиС)    | Орозалиев Бахтияр (Джети-Огуз)  | Алмазбеков Эрбол (КГАФКиС)        | Орозбаков Мухтарбек (Джети-Огуз) | Содалиев Роман (Тенир-Тоо) |                  |
| 2022 | Жоодарбек уулу Айдос (Тенир-Тоо) | Мухтарбеков Алишер (Джети-Огуз) | Содалиев Роман (Тенир-Тоо)        | Рахманов Бакыт (Джети-Огуз)      | Усенбаев Бексултан (Тюп)   | Оморов Рахат     |
| 2023 | Илиязбек Жапаров (Баткен)        | Ырысбек уулу Нурбек (Чуй)       | Алмаз Жайлообаев (Тюп)            |                                  |                            |                  |
| 2024 | Узаков Эмир (Тосор)              | Сукешов Аскат (Жети-Огуз)       | Мусабек уулу Сыргак (Тосор)       |                                  |                            |                  |